# Vrbovce (Slowakije)
Vrbovce (Hongaars: Verbóc) is een Slowaakse gemeente in de regio Trenčín, en maakt deel uit van het district Myjava.
Vrbovce telt 1.519 inwoners.

## Galerij

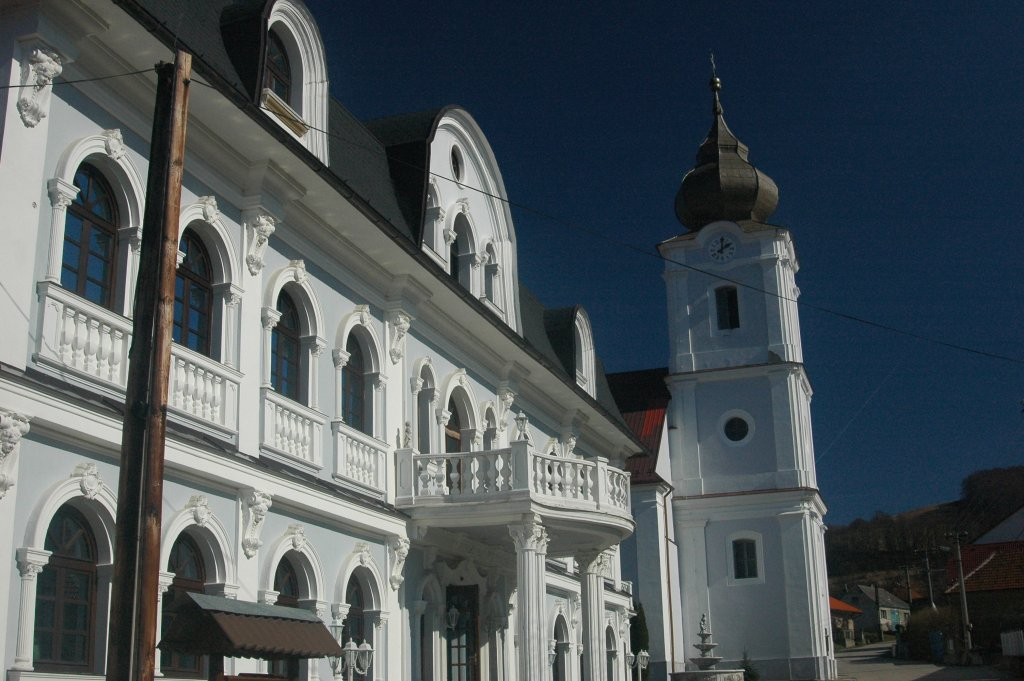
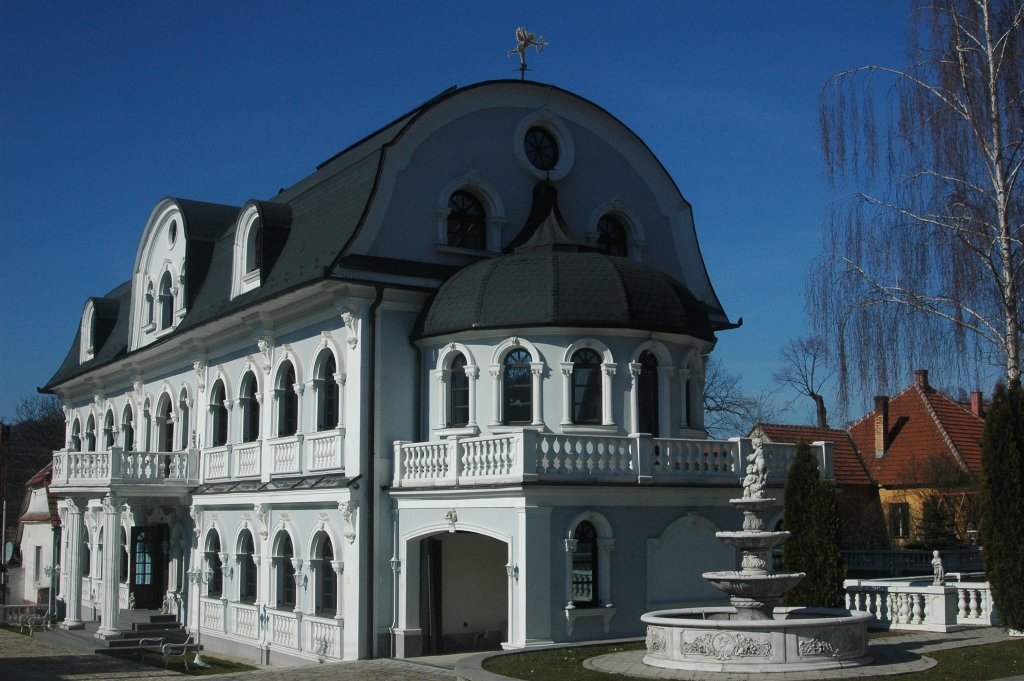
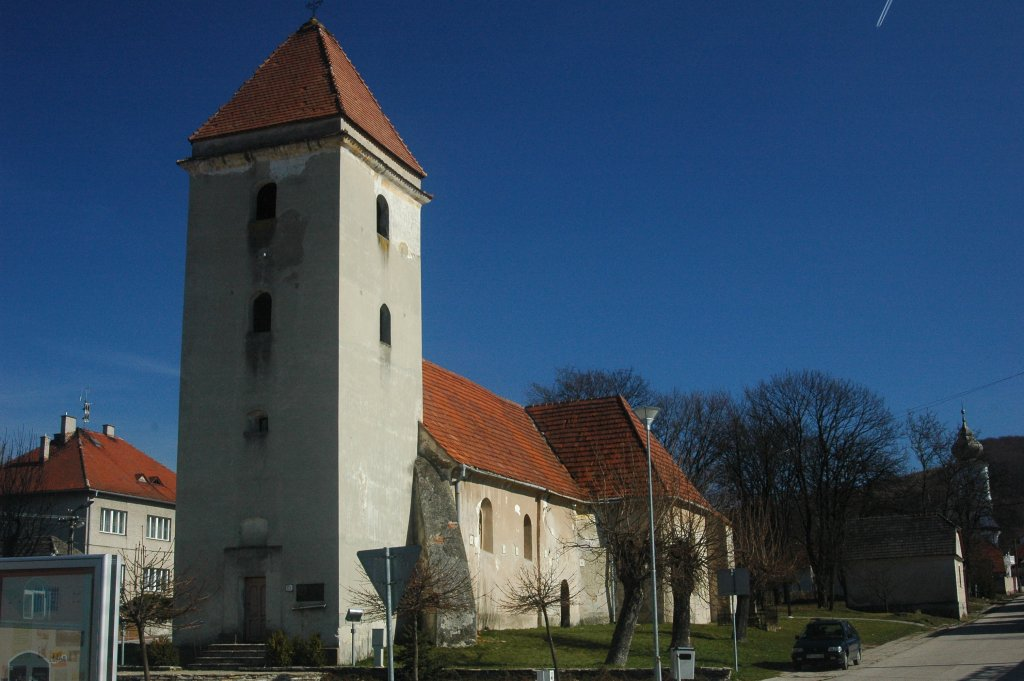
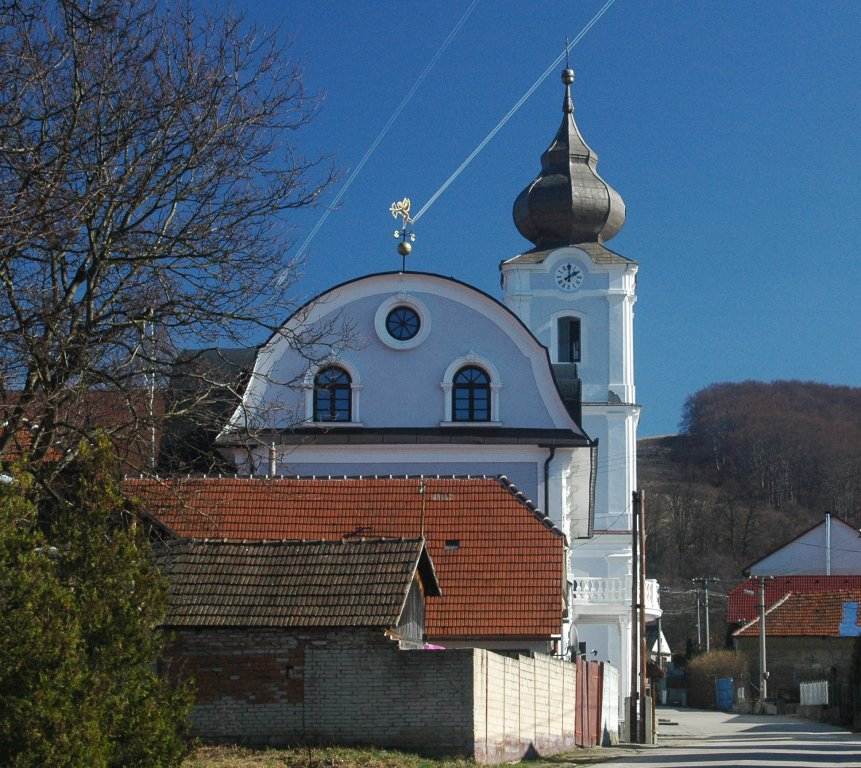